# Budorcas taxicolor tibetana
Il takin del Sichuan (Budorcas taxicolor tibetana Milne-Edwards, 1874) è una delle quattro sottospecie di takin.

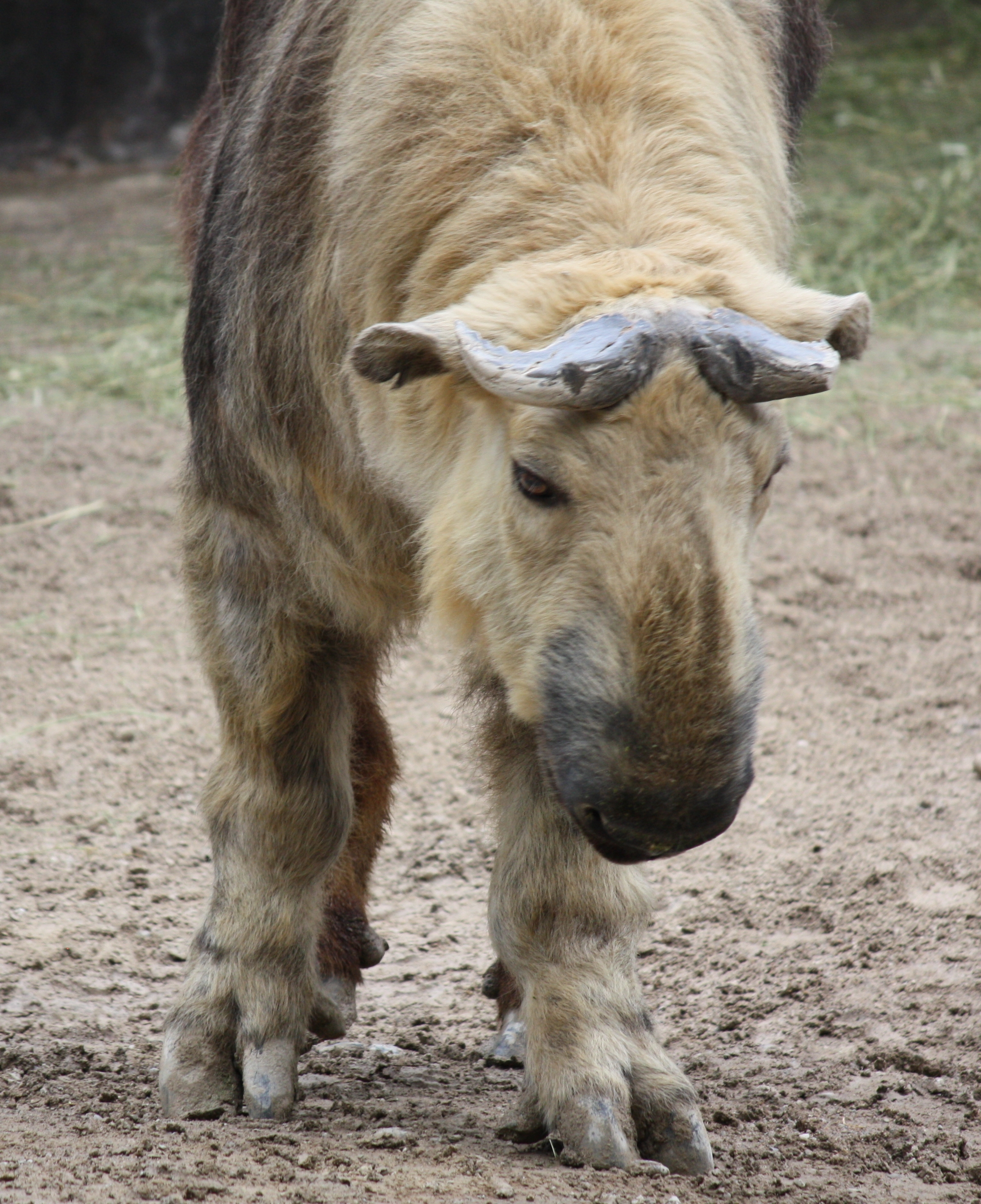
Un esemplare allo Zoo di Cincinnati.

## Descrizione
I maschi di questo takin, a differenza delle altre sottospecie, durante l'estate hanno il vello di un bel colore giallo-dorato che in inverno diventa di color grigio-ferro; il mantello della femmina è molto più grigio.

## Distribuzione e habitat
Il takin del Sichuan vive lungo i margini orientali dell'altopiano tibetano. In questa zona, il suo areale si estende dai monti Min lungo il confine tra Sichuan e Gansu e, attraverso i monti Qionglai a ovest di Chengdu, giunge fino al confine con lo Yunnan.

## Biologia
Vive in aree boschive e nelle foreste di bambù, in gruppi familiari che possono comprendere anche 30 esemplari.
Fino agli inizi del secolo scorso era ancora molto comune; la sua rapida diminuzione numerica, dovuta alla caccia, ha spinto le autorità cinesi a metterlo sotto rigida protezione e sembra che la situazione stia migliorando. Finora non è stato ancora effettuato un censimento, ma si ritiene che questo takin abbia beneficiato indirettamente delle misure di protezione prese per salvare il panda gigante e altre specie.